# Strikeforce: Fedor vs. Werdum
Strikeforce: Fedor vs. Werdum（ストライクフォース：ヒョードル・バーサス・ヴェルドゥム）は、アメリカ合衆国の総合格闘技団体「Strikeforce」の大会の一つ。2010年6月26日、カリフォルニア州サンノゼのHPパビリオンで開催された。
本大会はStrikeforceとM-1 Globalの共同開催で行われる2度目のイベントであり、メインイベントではエメリヤーエンコ・ヒョードルとファブリシオ・ヴェウドゥムによるヘビー級マッチが行なわれた。

## 大会概要
メインイベントのヘビー級戦では、ヒョードルがヴェウドゥムに腕ひしぎ三角固めで敗れ、キャリア初の一本負けを喫した。
また、フランク・シャムロックが現役引退を表明した。

## 試合結果

### プレリミナリィカード
第1試合 ライト級 5分3R
○  ボビー・スタック vs.  デレク・バーンズド ×
3R終了 判定2-1
第2試合 ミドル級 5分3R
○  ヤンシー・メデイロス vs.  ガレス・ジョセフ ×
2R 1:19 KO（パンチ連打）
第3試合 ウェルター級 5分3R
○  ブレット・バーグマーク vs.  ヴァグネル・ホシャ ×
3R終了 判定3-0
第4試合 ミドル級 5分3R
○  クリス・コープ vs.  ロン・ケスラー ×
2R 4:32 TKO（レフェリーストップ：ハイキック→パウンド）

### メインカード
第5試合 ライト級 5分3R
○  ジョシュ・トムソン vs.  パット・ヒーリー ×
3R 4:27 チョークスリーパー
第6試合 Strikeforce女子ミドル級タイトルマッチ 5分5R
○  クリスチャン・サイボーグ vs.  ジャン・フィニー ×
2R 2:56 KO（ボディへの膝蹴り）
※サイボーグが王座の2度目の防衛に成功。
第7試合 ミドル級 5分3R
○  カン・リー vs.  スコット・スミス ×
2R 1:46 KO（左バックキック）
第8試合 ヘビー級 5分3R
○  ファブリシオ・ヴェウドゥム vs.  エメリヤーエンコ・ヒョードル ×
1R 1:09 腕ひしぎ三角固め